# 세인트 세이야 솔저스 소울
세인트 세이야 솔저스 소울(聖闘士星矢 ソルジャーズ・ソウル, Saint Seiya: Soldiers' Soul)은 딤프스와 반다이 남코 엔터테인먼트가 개발한 쿠루마다 마사미의 만화 세인트 세이야의 캐릭터와 스토리를 다룬 대전 격투 게임이다. 2015년 4월 10일에 발표되고 2015년 9월 일본과 유럽에서는 플레이스테이션 3 및 플레이스테이션 4용으로, 북미에서는 10월 6일에 출시된 이 게임은 2013년 세인트 세이야 브레이브 솔저스의 업데이트 버전이다.

## 평가
| 평론 점수 평론사 점수 PC PS4 유로게이머 N/A 7/10 [ 1 ] 패미츠 N/A 30/40 [ 2 ] IGN 6/10 [ 3 ] 7/10 [ 4 ] PlayStation Universe N/A 5.5/10 [ 5 ] 통합 점수 메타크리틱 N/A 59/100 [ 6 ] |      |        |
| 평론 점수 |      |        |
| 평론사 | 점수 | 점수   |
| 평론사 | PC   | PS4    |
| 유로게이머 | N/A  | 7/10   |
| 패미츠 | N/A  | 30/40  |
| IGN | 6/10 | 7/10   |
| PlayStation Universe | N/A  | 5.5/10 |
| 통합 점수 |      |        |
| 메타크리틱 | N/A  | 59/100 |